# Solomon Joseph Solomon
Solomon Joseph Solomon (Londres, 16 de septiembre de 1860 – Birchington, 27 de julio de 1927) fue un pintor británico. 

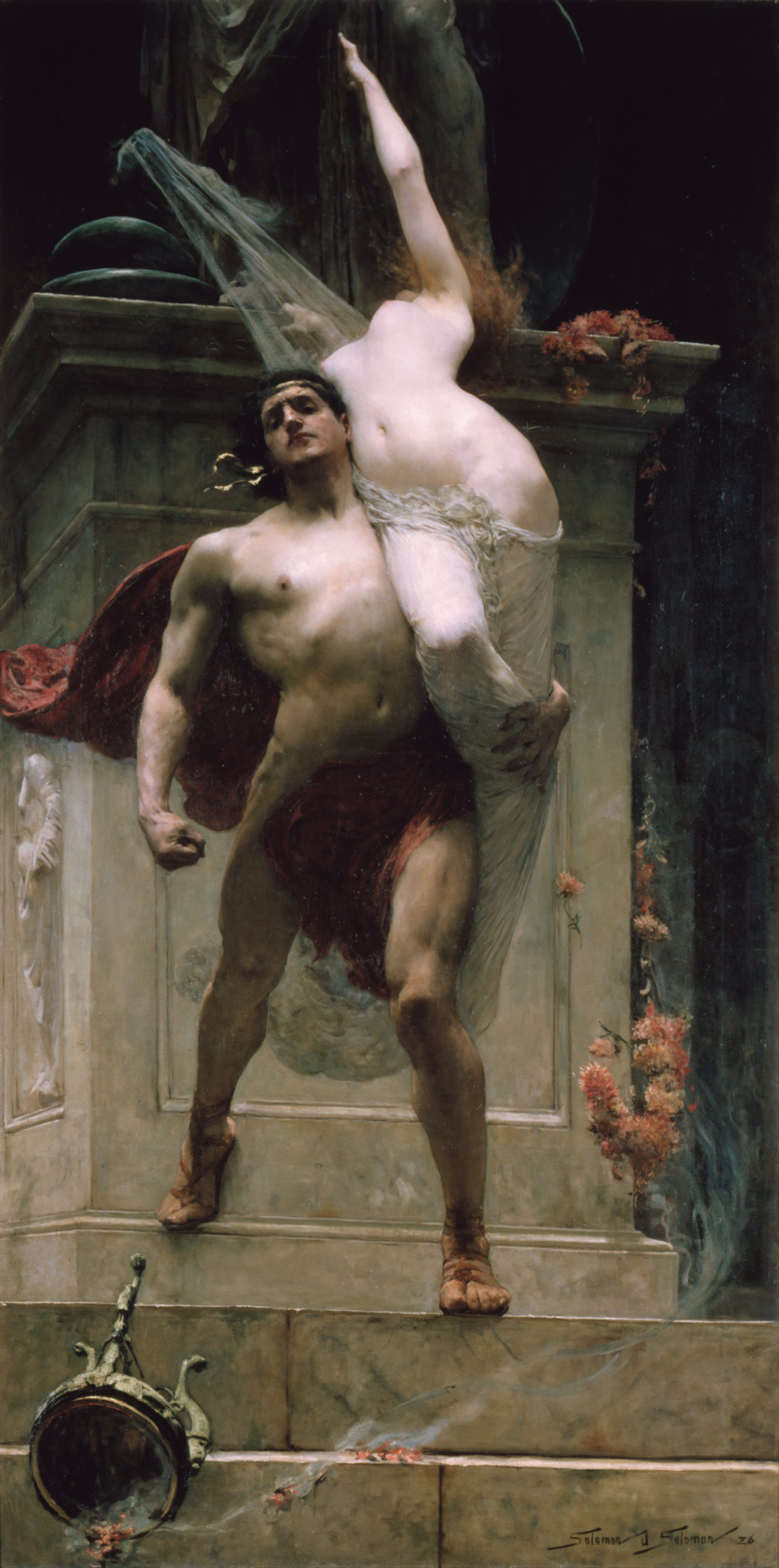
Ayax y Casandra, pintada en 1886.

Fue miembro fundador del New English Art Club y también perteneció a la Royal Academy y a la Royal Society of British Artists, de la cual fue presidente en 1919. Provenía de una familia judía, y contaba con una hermana, Lily Delissa Joseph, que también se dedicó a la pintura. Además fue uno de los pioneros en el estudio del camuflaje durante la Primera Guerra Mundial.